# Edema da glote
O edema de glote é uma reação alérgica grave. Pode até levar à morte se não houver intervenção precoce e eficiente. Felizmente, na grande maioria dos casos, o quadro reverte com os primeiros cuidados no hospital, onde é aplicada a injeção de adrenalina, uma droga que promove a contração dos vasos e, por isso, diminuição do inchaço (ou edema) em várias regiões mas, principalmente, na área da glote (entrada do pulmão).